# Armin Joseph Deutsch
Armin Joseph Deutsch (* 25. Januar 1918 in Chicago, Illinois; † 11. November 1969 in Pasadena, Kalifornien) war ein amerikanischer Astronom.

## Leben
Deutsch erhielt seinen Bachelor of Science 1940 von der University of Arizona und wurde 1946 an der University of Chicago mit einer Arbeit über veränderliche A-Sterne, die er am Yerkes Observatory durchgeführt hatte, promoviert. Im Zweiten Weltkrieg musste er von 1942 bis 1944 als Ausbilder für die United States Air Force in Chanute Field, Illinois, Dienst leisten. Ab 1944 war er Assistent bzw. Dozent am Yerkes Observatory (1944–1946), an der Ohio State University (1946–1947) und der Harvard University (1947–1950). Von 1951 bis zu seinem Tod arbeitete er am Mount Wilson and Palomar Observatory in Pasadena.

## Leistungen
Armin J. Deutsch beschäftigte sich hauptsächlich mit Spektroskopie und der Untersuchung von heißen Sternen (A-Sternen), insbesondere solchen mit starken Magnetfeldern und ungleichmäßiger Verteilung von schweren Elementen wie Europium an der Oberfläche.
Zusammen mit Jesse Greenstein und Judith Cohen untersuchte er insbesondere den Stern α2 Canum Venaticorum. Er zeigte, dass die Veränderungen der Parameter von Ap-Sternen, wie Helligkeit oder Absorptionslinien-Profile, durch ein Modell erklärt werden können, in dem die Achse des Magnetfeldes nicht parallel zur Rotationsachse ist. 
Zusammen mit Guglielmo Righini entdeckte er durch die Beobachtung der totalen Sonnenfinsternis vom 20. Juli 1963 kalte Regionen in der Sonnenkorona.
Deutsch verfasste auch Science-Fiction-Geschichten. Seine Kurzgeschichte A Subway Named Mobius erschien 1950 in Astounding Science Fiction und wurde 2001 mit dem Retro Hugo Award ausgezeichnet. Sie diente als Vorlage für die Filme Moebius (Deutschland 1992) und Moebius (Argentinien 1996).

## Ehrung
1970 wurde der Mondkrater Deutsch nach ihm benannt.